# Espejo (género literario)
Se conoce como espejo (latín: speculo) a un género literario empleado especialmente en la Edad Media en el que se muestra un retrato moral o ideal a nivel especulativo (contenidos de teología o filosofía) o —esto más propiamente— práctico y sobre todo moral.
Muestran el ideal al que deben tender diversas clases de personas: discípulos, maestros, príncipes (el llamado regimiento, instrucción o espejo de príncipes), hijos, etc. y enumeran algunos medios prácticos para alcanzarlo. Normalmente eran escritos por monjes y destinados a la nobleza.
El espejo real de San Agustín de Hipona que se encuentra registrado en su obra La ciudad de Dios es uno de los más conocidos. En este espejo real Agustín habla del monarca ideal, el cual es justo, humilde, está consciente de que es solo un hombre y que su poder lo recibe de Dios, al cual ama, teme y respeta. Es el monarca ideal también, el que actúa lento a la hora de tomar venganza y por el contrario rápidamente perdona.
El papa Gregorio Magno también plantea un espejo de los guías religiosos y el buen pastor, donde critica a los ignorantes e incultos que van a enseñar, a la gente que no practica en su propia vida lo que aprende, al que no se condolece por el otro y el que no escucha en una conversación.
Posteriormente se encuentran las Admoniciones del rey San Esteban I de Hungría, un texto de diez capítulos donde Esteban aconseja a su hijo San Emerico de Hungría como debe ser un buen monarca. Le sugiere recibir a los extranjeros y aprender de ellos, que la Iglesia y el cristianismo estén por encima de todo y que jamás nadie los agreda, e igualmente le aconseja ser piadoso, misericordioso, tener paciencia, rezar y ser justo en sus juicios. Igualmente, algo similar ocurre con las Admoniciones del rey San Luis IX de Francia escritas en el siglo XIII, donde aconseja a su hijo cómo ser un buen gobernante.
Del siglo XIII es el Speculum maius de Vincent de Beauvais sobre temas especulativos. En ese mismo período también se compuso el Speculum humanae salvationis. El primero en escribir un speculum en ámbito carolingio fue Alcuino de York con su Liber de virtutibus et vitiis.
Según Innos Biffi, los espejos medievales son la correspondiente obra literaria de textos didácticos antiguos como De clementia, de Séneca, o Panegírico de Trajano, de Plinio el Joven.